# Janeth Arcain
Janeth dos Santos Arcain (ur. 11 kwietnia 1969 w São Paulo) – brazylijska koszykarka występująca na pozycji rzucającej, olimpijka, multimedalistka rozmaitych imprez międzynarodowych, czterokrotna mistrzyni WNBA, od zakończenia kariery zawodniczej trenerka koszykarska.

## Osiągnięcia
Na podstawie, o ile nie zaznaczono inaczej.

### WNBA
- Mistrzyni WNBA (1997–2000)
- Największy postęp WNBA (2001)
- Zaliczona do I składu WNBA (2001)
- Uczestniczka meczu gwiazd WNBA (2001)

### Inne
Drużynowe
- Mistrzyni:
  - klubowa Ameryki Południowej (1986, 1987, 1988, 1999)
  - Brazylii (1990, 1997, 1999, 2001, 2002, 2004, 2005)
  - Hiszpanii (2001, 2002, 2004)
  - okręgu São Paulo (Campeonato Paulista – 1986, 1991, 2002, 2004)
  - okręgu Rio de Janeiro (Estadual do Rio – 2000)
- Wicemistrzyni:
  - Hiszpanii (2003, 2005)
  - Brazylii (2000, 2003)
- Zdobywczyni:
  - pucharu:
    - Hiszpanii (2002–2004)
    - Brazylii (Taça Brasil – 1986, 1987, 1988, 1990, 1991)

  - Superpucharu Hiszpanii (2003, 2004)
- Finalistka pucharu Hiszpanii (2006)

Indywidualne
- MVP finałów mistrzostw Brazylii (1999, 2001, 2002)
- Zaliczona do Galerii Sław Koszykówki:
  - FIBA (2019)[5]
  - Kobiet (2015)
- Liderka strzelczyń:
  - ligi brazylijskiej (1995, 1996, 1998, 2000–2002, 2004)
  - mistrzostw Brazylii (1998, 2000, 2001, 2002)

### Reprezentacja
- Mistrzyni:
  - świata (1994)
  - Ameryki (2003)
  - igrzysk panamerykańskich (1991)
  - Ameryki Południowej (1989, 1991, 1993, 1995, 1999)
  - Ameryki Południowej U–18 (1986)
- Wicemistrzyni:
  - olimpijska (1996)
  - Ameryki (1989, 1993, 1999)
  - Ameryki U–18 (1988)
  - Ameryki Południowej U–18 (1987)
  - igrzysk panamerykańskich (1987, 2007)
- Brązowa medalistka:
  - olimpijska (2000)
  - turnieju Diamond Ball (2004)
- Uczestniczka:
  - mistrzostw świata (1990 – 10. miejsce, 1994, 1998 – 4. miejsce, 2002 – 7. miejsce, 2006 – 4. miejsce)
  - igrzysk olimpijskich (1992 – 7. miejsce, 1996, 2000, 2004 – 4. miejsce)
  - mistrzostw świata U–19 (1989 – 8. miejsce)
- Zaliczona do I składu mistrzostw świata (1994)
- Liderka:
  - strzelczyń:
    - igrzysk olimpijskich (2000)
    - mistrzostw świata (1998)

  - w przechwytach:
    - igrzysk olimpijskich (2000)
    - mistrzostw Ameryki (2003)

### Trenerskie
Główna trenerka
- Mistrzostwo Ameryki Południowej U–15 (2009, 2010)
- Wicemistrzostwo Ameryki U–16 (2011)
- Brąz mistrzostw Ameryki Południowej U–17 (2011)
- Uczestniczka:
  - mistrzostw świata:
    - U–19 (2013 – 6 .miejsce)
    - U–17 (2012 – 11 .miejsce)

Asystentka trenera
- Mistrzostwo:
  - Ameryki (2009)
  - Ameryki Południowej (2010)
  - turnieju przedolimpijskiego (2011)
- Uczestniczka mistrzostw świata (2010 – 9. miejsce)